# Gymnostachyum venustum
Gymnostachyum venustum är en akantusväxtart som först beskrevs av Christian Gottfried Daniel Nees von Esenbeck, och fick sitt nu gällande namn av T. Anders.. Gymnostachyum venustum ingår i släktet Gymnostachyum och familjen akantusväxter. Inga underarter finns listade i Catalogue of Life.